# Берен Саат
Берен Саат (тур. Beren Saat, 26 лютого 1984, Анкара, Туреччина) — турецька акторка, відома за ролями у серіалах «У чому вина Фатмагюль?», «Заборонене кохання» та «Величне століття. Нова володарка», «Запам‘ятай, коханий»

## Кар'єра
Будучи студенткою, Берен почала брати участь у змаганнях між акторами-початківцями. Перемігши на одному з таких конкурсів, що проводився Tomris Giritlioğlu'nun brother, Берен отримала свою дебютну роль на турецькому телебаченні. Після цього пішли головні ролі в різних телесеріалах. Але справжній успіх прийшов до Берен після виконання ролі Біхтер у серіалі «Заборонене кохання». Серіал розповідає про заборонене кохання двох молодих людей — Біхтер і Бехлюля. Роль Біхтер принесла актрисі одну з найпрестижніших нагород Туреччини «Золотий метелик» у 2009 і 2010 роках.
Далі — роль у серіалі «У чому вина Фатмагюль?», Де Берен так само зіграла головну героїню. Даний телесеріал піднімає соціальну проблему жінок у Туреччині та розповідає про просту сільську дівчину Фатмагюль, яка стала жертвою зґвалтування.
Берен також знялася в рекламах Tofita, Rexona, Patos.
У кінці вересня 2012 року на екрани вийшла драма іранського режисера Бахмана Гобаді «Сезон носорогів», де Берен зіграла разом з Монікою Беллуччі. З 2013 року Берен грала головну роль у турецькій версії американського серіалу «Помста». Дует актрисі склав відомий турецький актор Мерт Фірат. З грудня 2015 по червень 2016 року Берен грала головну роль у серіалі «Величне століття. Нова володарка». У серпні 2016 року Берен офіційно підтвердила свій відхід з серіалу, сказавши: «Усі новини, які вийшли, — це правда. Нурґюль Єшільчай зіграє головну роль замість мене, а я залишаю проект». Основною причиною розірвання контракту з TIMS, за словами Берен, стало її бажання якомога швидше стати матір'ю.

## Громадська діяльність
30.03.2022 року. Берен Саат та її чоловік Кенан Догулу були удостоєні честі на найбільшому у світі екологічному саміті в Анкарі за їх внесок в інформування громадськості про глобальну екологічну кризу та участь у численних кампаніях із порятунку навколишнього середовища. Нагороди вручив мер столичного муніципалітету Анкари Мансур Яваш.  

## Особисте життя
29 липня 2014 року в Лос-Анджелесі Берен вийшла заміж за відомого турецького співака Кенана Догулу. 
Зріст — 169 см.

## Фільмографія
- 2023 — Pейс до Стамбула — İstanbul İçin Son Çağrı (Last Call for Istanbul) — Серін Їлмаз
- 2019 — Дар — Atiye — Атіє
- 2018 — Грінпіс — Green peace — озвучення мультфільму
- 2015—2016 — Величне століття. Нова володарка — Muhtesem Yuzyil Kosem — Кьосем Султан/Валіде Кьосем Султан
- 2015 — Посіпаки — Minyon — Скарлет (озвучення)
- 2014 — Лялька — Bebek — Лялька
- 2013 — Мій світ — Benim Dunyam — Ела Байиндир
- 2013—2014 — Помста— Intikam — Ягмур Озден/Дерін Челік
- 2012 — Відважна — Cesur Kalbim -Меріда (озвучення)
- 2012 — Сезон носорогів — Fasle kargadan — Бусе
- 2010—2012 — У чому вина Фатмагюль? - Fatmagul'un Sucu Ne? — Фатмагюль Кетенджі
- 2010 — Історія іграшок 3 — Oyuncular Hikayesi 3 — Барбі (озвучення)
- 2009 — Крила в ночі — Gecenin Kanatları — Гедже
- 2008—2010 — Заборонене кохання — Ask-i memnu — Біхтер Йореоглу
- 2008 — Біль осені — Güz Sancısı — Єлена
- 2007 — Європейська сторона — Avrupa Yakasi — Ясемін
- 2006—2008 — Запам'ятай коханий — Hatırla Sevgili — Ясемін Унсаль
- 2005 — Кохання і ненависть — Aşka Sürgün — Зілан Шахвар/Феріє
- 2004 — Романтика смерті — Aşkımızda Ölüm Var — Нермін

## Реклама
| Рік     | Бренд              |
| ------- | ------------------ |
| 2004–05 | Tofita             |
| 2010–11 | Patos              |
| 2010–11 | Rexona             |
| 2013–14 | Duru               |
| 2015–16 | Arçelik            |
| 2021    | BMW                |
| 2024    | Institut Esthederm |

## Нагороди і номінації
| Нагороди і номінації | Нагороди і номінації                                                                             | Нагороди і номінації                            | Нагороди і номінації                  | Нагороди і номінації |
| Рік                  | Нагорода                                                                                         | Категорія                                       | Фільм/Серіал                          | Результат            |
| -------------------- | ------------------------------------------------------------------------------------------------ | ----------------------------------------------- | ------------------------------------- | -------------------- |
| 2008                 | Премія «Золотий тюльпан»                                                                         | Найкраща актриса серіалу                        | Запам'ятай коханий                    | Перемога             |
| 2009                 | Асоціація Кабаташа                                                                               | Найкраща жіноча роль                            | Біль осені                            | Перемога             |
| 2009                 | Технічний університет Йилдиз                                                                     | Найзнаменитіша актриса                          | Заборонене кохання                    | Перемога             |
| 2009                 | Бейкентський університет                                                                         | Найкраща актриса року                           | Заборонене кохання                    | Перемога             |
| 2009                 | Нагорода «Золотий метелик»                                                                       | Найкраща актриса року                           | Заборонене кохання                    | Перемога             |
| 2010                 | Кінофестиваль «Бурда»                                                                            | Молода актриса                                  | Крила в ночі                          | Перемога             |
| 2010                 | Премія Elle Style                                                                                | Стильна актриса                                 |                                       | Перемога             |
| 2010                 | Газета «Аякли»                                                                                   | Найкраща драматична актриса                     | Заборонене кохання                    | Перемога             |
| 2010                 | Турецький мовний журнал                                                                          | Найкраща актриса року в телесеріалі             | Заборонене кохання                    | Перемога             |
| 2010                 | Kadir Has Üniversitesi                                                                           | Yılın En İyi Kadın Oyuncusu                     | Заборонене кохання                    | Перемога             |
| 2010                 | Galatasaray Üniversitesi                                                                         | Yılın En İyi Kadın Dizi Oyuncusu                | Заборонене кохання                    | Перемога             |
| 2010                 | Marmara Üniversitesi                                                                             | Dizi Oyuncusu (Kadın)                           | Заборонене кохання                    | Перемога             |
| 2010                 | Нагорода «Золотий метелик»                                                                       | Найкраща актриса року                           | Заборонене кохання                    | Перемога             |
| 2010                 | Телевізійна премія Анталії                                                                       | Найкраща актриса серіалу                        | Заборонене кохання                    | Номінація            |
| 2011                 | Yıldız Teknik Üniversitesi                                                                       | En Beğenilen Kadın Dizi Oyuncusu                | У чому вина Фатмагюль?                | Перемога             |
| 2011                 | Doğuş Üniversitesi                                                                               | En İyi Kadın Oyuncu                             | У чому вина Фатмагюль?                | Перемога             |
| 2011                 | Reklamcılar Derneği                                                                              | En İyi Kadın Dizi Oyuncusu                      | У чому вина Фатмагюль?                | Перемога             |
| 2011                 | 2. Quality Magazin Ödülleri                                                                      | En İyi Kadın Oyuncu                             | У чому вина Фатмагюль?                | Перемога             |
| 2011                 | Esenler Belediyesi                                                                               | Yılın En İyi Kadın Dizi Oyuncusu                | У чому вина Фатмагюль?                | Перемога             |
| 2011                 | Dumlupınar Üniversitesi                                                                          | En İyi Kadın Oyuncu                             | У чому вина Фатмагюль?                | Перемога             |
| 2011                 | Телевізійна премія Анталії                                                                       | Найкраща актриса серіалу                        | У чому вина Фатмагюль?                | Номінація            |
| 2012                 | Kadir Has Üniversitesi                                                                           | En Beğenilen Kadın Dizi Oyuncusu                | У чому вина Фатмагюль?                | Перемога             |
| 2012                 | Ayaklı Gazete                                                                                    | Yılın En İyi Drama Kadın Oyuncusu               | У чому вина Фатмагюль?                | Перемога             |
| 2012                 | Ліцей Хайдарпаша                                                                                 | Zirvedeki Oyuncu(Kadın)                         | У чому вина Фатмагюль?                | Перемога             |
| 2012                 | 11. ROTABEST Ödülleri                                                                            | En İyi Kadın Dizi Oyuncusu                      | У чому вина Фатмагюль?                | Перемога             |
| 2012                 | Seoul International Drama Awards                                                                 | En İyi Kadın Dizi Oyuncusu                      | У чому вина Фатмагюль?                | Номінація            |
| 2012                 | 25. Uluslararası Tüketici Zirvesi                                                                | En İyi Kadın Oyuncu                             | У чому вина Фатмагюль?                | Перемога             |
| 2012                 | Şişli Meslek Yüksekokulu                                                                         | En İyi Kadın Oyuncu                             | У чому вина Фатмагюль?                | Перемога             |
| 2013                 | TUROB                                                                                            | Teşekkür Ödülü                                  | Заборонене кохання                    | Перемога             |
| 2013                 | Bilkent Üniversitesi                                                                             | En İyi Kadın Oyuncu                             | У чому вина Фатмагюль?                | Перемога             |
| 2013                 | GQ Dergisi Yılın Erkekleri Özel Ödülü                                                            | Yılın Kadını                                    |                                       | Перемога             |
| 2014                 | Milliyet Sanat Dergisi                                                                           | En İyi Kadın Oyuncu                             | Мій світ                              | Перемога             |
| 2014                 | Yıldız Teknik Üniversitesi                                                                       | En İyi Sinema Kadın Oyuncu                      | Мій світ                              | Перемога             |
| 2014                 | İstanbul Teknik Üniversitesi                                                                     | Yılın En Başarılı Kadın Oyuncusu                | Мій світ                              | Перемога             |
| 2014                 | Siyaset Dergisi Ödülleri                                                                         | Yılın TV Kadın Oyuncusu                         | Помста                                | Номінація            |
| 2014                 | Siyaset Dergisi Ödülleri                                                                         | Yılın Sinema Kadın Oyuncusu                     | Мій світ                              | Перемога             |
| 2014                 | Ayaklı Gazete                                                                                    | Yılın En İyi Drama Kadın Oyuncusu               | Мій світ                              | Номінація            |
| 2014                 | Premio Apes                                                                                      | En İyi Drama Kadın Oyuncusu                     | У чому вина Фатмагюль?                | Перемога             |
| 2015                 | Elele Avon Kadın Ödülleri                                                                        | Sosyal Sorumluluk                               |                                       | Номінація            |
| 2015                 | Haliç Üniversitesi Yılın Enleri                                                                  | En iyi reklam filmi (Kenan Doğulu ile birlikte) | Реклама Арчелік                       | Перемога             |
| 2016                 | 6.Ayaklı Gazete Ödülleri                                                                         | En İyi Dönem Dizisi Kadın Oyuncusu              | Величне століття. Нова володарка      | Номінація            |
| 2016                 | Ege Üniversitesi 5.Sosyal Medya Ödülleri                                                         | En iyi kadın oyuncu                             | Величне століття. Нова володарка      | Номінація            |
| 2016                 | moonlife ödülleri                                                                                | En iyi kadın oyuncu                             | Величне століття. Нова володарка      | Номінація            |
| 2016                 | 16.Murexdor Ödülleri                                                                             | En iyi kadın oyuncu                             | Величне століття. Нова володарка      | Перемога             |
| 2017                 | Latina Turkish Awards                                                                            | Найкраща актриса                                | Заборонене кохання                    | Перемога             |
| 2017                 | Latina Turkish Awards                                                                            | Найсексуальніша актриса                         | Заборонене кохання                    | Перемога             |
| 2017                 | Національна платформа солідарності                                                               | Національна почесна нагорода                    |                                       | Перемога             |
| 2017                 | Почесна нагорода Стамбульського університету культури                                            | Найчутливіша актриса року                       |                                       | Перемога             |
| 2017                 | Нагорода «Кращий року» "Оканський університет"                                                   | Спеціальна нагорода за соціальну обізнаність    |                                       | Перемога             |
| 2017                 | 44 Нагорода «Золотий метелик»                                                                    | Kendi Mucizesini Yaratanlar                     |                                       | Перемога             |
| 2020                 | 18. Їлдизький технічний університет                                                              | Почесна нагорода                                | Дар                                   | Перемога             |
| 2020                 | 3-й Міжнародний кінофестиваль в Ізмірі                                                           | Найкраща актриса                                | Дар                                   | Перемога             |
| 2020                 | Нагорода в соціальних мережах Туреччини                                                          | Найкраща актриса Facebook                       |                                       | Перемога             |
| 2020                 | KizlarSoruyor 2020 року                                                                          | Краща актриса року                              | Дар                                   | Перемога             |
| 2021                 | 47. Премія «Золотий метелик»                                                                     | Найкраща актриса                                | Дар                                   | Номінація            |
| 2021                 | Нагорода Клубу «Блакитне яблуко» факультету ділового адміністрування Стамбульського університету | Краща актриса року                              | Дар                                   | Перемога             |
| 2021                 | Університет Єдітепе                                                                              | Найкраща інтернет-актриса року                  | Дар                                   | Перемога             |
| 2022                 | Екокліматичний саміт                                                                             | Кліматичний посол                               | Поінформованість про кліматичну кризу | Перемога             |
| 2024                 | Технічний університет Їлдиз                                                                      | Найкраща акторка                                | Pейс до Стамбула                      | Перемога             |
| 2024                 | 31-ша церемонія вручення нагород ITU EMÖS за досягнення                                          | Найкраща акторка                                | Pейс до Стамбула                      | Перемога             |
| 2024                 | İstanbul Kültür Üniversitesi Kariyer Onursal Ödülleri                                            | Найкраща акторка на цифровій платформі          | Pейс до Стамбула                      | Перемога             |